# Restis
Restis es un género de foraminífero bentónico considerado como nomen nudum e invalidado, aunque considerado perteneciente a la subfamilia Uvigerininae, de la familia Uvigerinidae, de la superfamilia Buliminoidea, del suborden Buliminina y del orden Buliminida. Su rango cronoestratigráfico abarcaba el Eoceno.

## Discusión
Clasificaciones previas incluían Restis en el suborden Rotaliina del orden Rotaliida. Restis fue propuesto como un subgénero de Uvigerinella, es decir, Uvigerinella (Restis).

## Clasificación
En Restis no se ha considerado ninguna especie.